# Лојзе Слак
Лојзе Слак (23. јул 1932 — 29. септембар 2011 ) је био словеначки музичар. Слак је био један од пионира словеначке популарне народне музике засноване на дијатонској хармоници и аутор неколико песама у извођењу свог ансамбла Лојзета Слака. 

## Младост и каријера
Слак је рођен у Јорданкалу код Мирне Печи. Од свог стрица Лудвика је први пут научио да свира дијатонску хармонику и савладао неколико песама пре него што се уписао у основну школу. Када је имао 15 година, Слак је већ свирао на свадбама. Наставио је да игра више од десет година, стичући вештину. Прекретница у његовој каријери наступила је 1957. године када се такмичио у радио-емисји талената „Покажи кај знаш”. Две године касније Слак је са своја три брата оформио квартет који је свирао трубу, кларинет, бас и Лојзеову хармонику.

## Ансамбл Лојзе Слак
Године 1964. Слак упознаје групу Фантје с Прапротна и заједно формирају Ансамбл Лојзе Слака. Група је деловала скоро 50 година, стварајући неколико евергрин песама, међу којима су Чез Горјанце (1965), В долини тихи је васица мала (1966), По декле (1967) и Мама, прихајам домов (1985). Свеукупно, Слак је створио више од 500 песама и створио музичку грану са неколико стотина обожавалаца у Словенији и иностранству. 
Лојзе Слак је 2005. године направио аранжман за песму рок групе Big Foot Mama, стварајући спој популарне фолк и рок музике, што је наишло на похвале публике.  Обе групе су заједно извеле песму на неколико концерата, укључујући и рок фестивале. 
Поред писања музике, Слак је развио неколико побољшања за инструмент, додајући додатна дугмад за хармонику.  Био је и промотер вина цвичек, имао је свој виноград. 
Слак је преминуо 2011. године у Љубљани након борбе против рака костију. Сахрањен је у Шентвиду. 